# Whitewater (Wisconsin)
Whitewater è un comune degli Stati Uniti d'America, compreso tra le contee di Jefferson e Walworth, nello Stato del Wisconsin.
La cittadina è situata nella parte meridionale della Kettle Moraine State Forest ed è una delle sedi dell'Università del Wisconsin-Whitewater.
Secondo l'United States Census Bureau, ha una superficie di 18,9 km², distribuiti prevalentemente nella contea di Walworth. All'anno 2000 contava circa 13 500 abitanti.
La città fu fondata nella prima metà del XIX secolo alla confluenza di due fiumi - il Whitewater Creek e lo Spring Brook - e prese il nome dal colore bianco della sabbia del letto di questi fiumi. Un mulino fu poi costruito sullo Whitewater Creek formando un bacino idrico corrispondente all'attuale lago Cravath Lake, limitrofo al Tripp Lake.
Con il passaggio della prima linea ferroviaria, avvenuto nel 1853, la città consolidò poi le sue dimensioni.

## Città limitrofe e città omonime
Whitewater ha come città limitrofe (raggio di venti chilometri): Fort Atkinson, Hebron, Jefferson, Lake Koshkonong, Milton, Palmyra e Rome.
Con il nome di Whitewater vi sono altre località statunitensi, negli Stati di: Colorado, Indiana, Kansas, Missouri e Montana.